# 傑氏鈎鯰
傑氏鈎鯰，為輻鰭魚綱鯰形目甲鯰科的其中一種，為熱帶淡水魚，分布於南美洲秘魯烏卡雅利河上游的Tulumayo河流域，體長可達15.8公分，棲息在底層水域，生活習性不明。

## 扩展阅读
維基物種上的相關：傑氏鈎鯰